# Erwin Ackerknecht
Erwin Ackerknecht (* 15. Dezember 1880 in Baiersbronn; † 24. August 1960 in Ludwigsburg) war ein deutscher Literaturhistoriker und Bibliothekar. Er hat sich in Stettin in der Zeit der Weimarer Republik einen Namen als Pionier des Volkshochschulwesens und der Volksbüchereibewegung gemacht.

## Leben

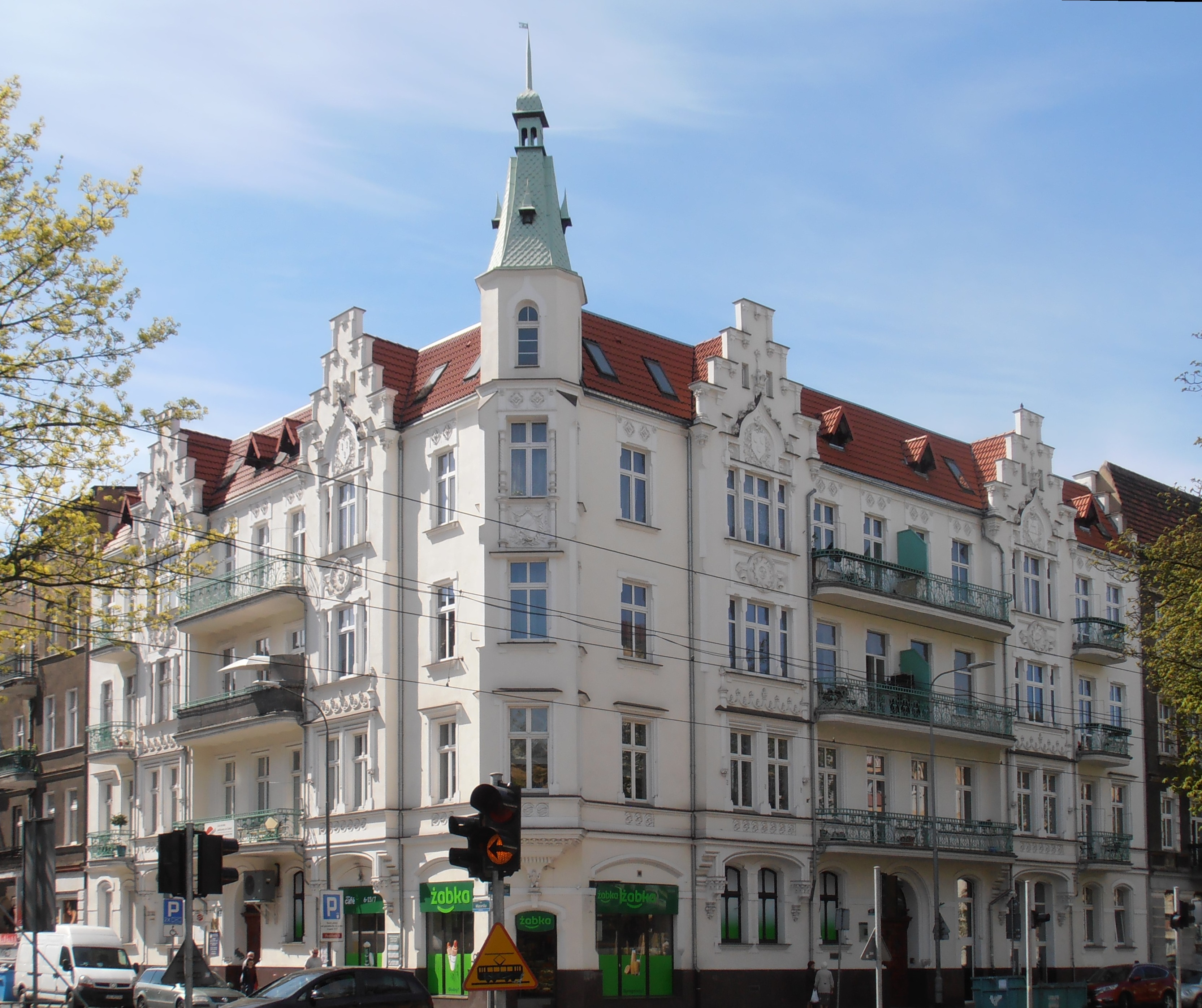
Stettiner Haus, in dem Erwin Ackerknecht zwischen 1905 und 1907 wohnte (damals Friedrich-Karl-Straße 37, heute Ulica Piłsudskiego 37).

Ackerknecht besuchte das Karls-Gymnasium in Stuttgart. Sein Studium der Philosophie, Geschichte und Theologie an der Universität Tübingen schloss er 1902 mit der Promotion und 1904 mit dem Staatsexamen ab. Während seines Studiums wurde er Mitglied der AMV Stochdorphia Tübingen. 1904 wurde er kurzzeitig wissenschaftlicher Hilfsarbeiter an der Kaiser-Wilhelm-Bibliothek in Posen.
1905 kam Ackerknecht als Bibliothekar an die Stadtbücherei in Stettin. Hier sollte er in den nächsten 40 Jahren ein Bücherei- und Volksbildungswesen aufbauen, das als Organismus einzigartig in Deutschland war. Von 1907 bis 1945 war er Leiter der Stadtbücherei Stettin, die er mit einem Bestand von 20.000 Bänden übernahm und zu einer wissenschaftlichen Studienbücherei und einer Volksbücherei mit insgesamt 200.000 Bänden ausbaute. 1919 konnte er die Stettiner Volkshochschule eröffnen, deren Leiter er wurde und an der er als Dozent wirkte. 1923 gründete er die Pommersche Landeswanderbücherei und 1932 die Staatliche Büchereischule in Stettin. Er gehörte zu den Initiatoren der Gründung (1921) des Vereins Deutscher Volksbibliothekare, heute aufgegangen im Berufsverband Information Bibliothek (BIB).
1934 wurden die Stettiner Volkshochschule und die Staatliche Büchereischule wieder geschlossen. Er blieb jedoch Direktor der wissenschaftlichen Stadtbibliothek. Unter der NS-Zeit litt seine Familie sehr. Sein Sohn musste Deutschland verlassen, seine Tochter ihr Studium abbrechen. 1939 wurde er wieder Direktor der Volksbüchereien, nachdem sein Nachfolger zum Kriegseinsatz musste. Bei seiner Arbeit wurde er ständig von einem Kommissar überwacht, da er als „politisch unzuverlässig“ galt. Seine Manuskripte verlor Ackerknecht im Jahre 1944 bei der Ausbombung seiner Wohnung. Am 10. März 1945 musste er Stettin verlassen.
Nach dem Zweiten Weltkrieg war Ackerknecht zunächst im Ludwigsburger Kulturamt tätig. Im Auftrag der staatlichen Verwaltung befasste er sich mit der Neueinrichtung des Bibliothekswesens. Er gründete 1945 sowohl die Stadtbücherei als auch die Volkshochschule Ludwigsburg. Im gleichen Jahr wurde er als Direktor des Schiller-Nationalmuseums in Marbach gewonnen, das bereits am 20. September 1947 wiedereröffnet werden konnte und das er bis April 1954 leitete. Im Mai 1948 erfolgte zusätzlich die Wahl zum Vorsitzenden der Deutschen Schillergesellschaft (bis 1954).
1946 war er an der Wiederbegründung der Süddeutschen Büchereischule in Stuttgart beteiligt und wirkte dort auch als Dozent. Für die handschriftlich geführten Kataloge der öffentlichen Bibliotheken entwickelte er eine gut lesbare und leicht erlernbare Normschrift, die auch in wissenschaftlichen Bibliotheken Verwendung fand.
Erwin Ackerknecht liegt auf dem Neuen Friedhof in Ludwigsburg begraben.
Es wurden ihm zahlreiche Ehrungen zuteil, wie die Ernennung zum Professor oder zum Ehrensenator der Technischen Hochschule Stuttgart. Anlässlich der 110-Jahr-Feier der Errichtung des Baus der Stadtbibliothek Stettin benannte die darin heute ansässige Książnica Pomorska (Pommersche Bibliothek) am 5. Oktober 2015 einen Lesesaal zu Ehren des langjährigen Leiters des Hauses in Sala imienia Erwina Ackerknechta um.

## Familie
Erwin Ackerknecht ist der Sohn des Gymnasialprofessors u. a. für Französisch Julius Ackerknecht (1856–1932) und seiner Frau Sophie geb. Henes (1857–1932), einer Nichte des Tübinger Professors für Philosophie und Geschichte Albert Schwegler. Sein Bruder Eberhard Ackerknecht (1883–1968) war Professor für Veterinäranatomie. Ackerknecht war mit Clara, geb. Pfitzner, verheiratet. Sie hatten eine Tochter, Ingeborg, und einen Sohn Erwin Heinz Ackerknecht (1906–1988), der kommunistischer Politiker, Arzt und später Professor für Medizingeschichte war.

## Werke
Er ist Verfasser von mannigfachen Schriften zum Bildungswesen, zu Lichtspielfragen, zu Literatur und Philosophie oder von Biographien über Schriftsteller, wie Gottfried Keller.
Sein Nachlass befindet sich im Deutschen Literaturarchiv Marbach.
- zusammen mit Fritz Gottlieb (Hrsg.): Büchereifragen: Aufsätze zur Bildungsaufgabe und Organisation der modernen Bücherei. Berlin: Weidmann, 1914. 151 S.
- Jugendbücherei. Berlin: Weidmann, 1917. (Sonderabdr. aus: Schriften der Zentrale für Volksbücherei; 1).
- Zur deutschen Lichtspielreform. Berlin-Schöneberg: Gebhardt, Jahn & Landt [1917].
- Das Lichtspiel im Dienste der Bildungspflege: Handbuch für Lichtspielreformer. Berlin: Weidmannsche Buchhandlung, 1918.
- Büchereifragen. Berlin: Weidmann, 1924. 168 S.
- Lichtspielfragen. Berlin: Weidmannsche Buchhandlung, 1928.
- Verzeichnis deutscher Fachschriften über Lichtspielwesen. Berlin: Bildwart-Verlag. 2., erweiterte Auflage, 1930.
- Büchereigesetzgebung. Stettin: Verl. Bücherei und Bildungspflege, 1933.
- Deutsche und amerikanische Büchereihandschrift. In: Zentralblatt für Bibliothekswesen 57 (1940), S. 395–402.
- Emil Palleske und Gottfried Keller. In: Baltische Studien NF 44 (1957), S. 119–141 (online bei digitale-bibliothek-mv.de).